# Daniel Bérgolo
Daniel Bérgolo (* 2. Juli 1945 in Montevideo, Uruguay; † 17. Januar 2009) war ein uruguayischer Schauspieler.

## Leben
Bérgolo studierte an der Escuela Municipal de Arte Dramático (EMAD).
Er stand in mehr als 40 verschiedenen Rollen auf der Bühne. Beispielsweise spielte er in Greek, Historia de un caballo von Mark Rozovski, in Los girasoles de Van Gogh und unter der Regie von Carlos Aguilera in Juan Moreira. Des Weiteren war er auch in Esperando la carroza, Sarita y Michelle, Jubileo, El herrero y la muerte, Mein Kampf, El regreso al desierto und El rey Lear zu sehen. Auch an diversen internationalen Festivals nahm er teil. So wirkte er zum Beispiel 1987, 1989 und 2001 in den brasilianischen Städten Brasília, Londrinha und Porto Alegre, 1988 im argentinischen Córdoba und 1995 in Paraguays Hauptstadt Asunción. In Brasilia wurde er als Bester Schauspieler für seine Darbietung in El herrero y la muerte prämiert. Für Varela, el reformador erhielt er 1990 die Auszeichnung als Schauspieler des Jahres. 1999 gewann er für seine Rolle in Steven Berkoffs Greek unter der Regie von Alfredo Goldstein den Premio Florencio. In den Jahren 1988, 1990, 1993, 2000 und 2001 war er zudem ebenfalls für diese Auszeichnung nominiert.
Auch im Fernsehen war Bérgolo präsent. So wirkte er im Jahr 2000 mit dem Tabaré prämierten Cuentos para ver mit und war in Curro Jiménez und Cara o Cruz zu sehen.